# باشگاه ورزشی جرج‌تاون
باشگاه ورزشی جورج تاون یک باشگاه فوتبال حرفه‌ای مستقر در جرج‌تاون، جزایر کیمن است که در حال حاضر در لیگ برتر جزایر کیمن بازی می‌کند.

## دستاوردها
- لیگ جزایر کیمن: ۳ قهرمانی[۲]
- جام حذفی جزایر کیمن: ۴ قهرمانی[۳]
- جام دیجیسال جزایر کیمن: ۳ قهرمانی[۳]